# Загон
Загон — место на выгоне или пастбище, огороженное жердневой изгородью, куда загоняют домашний скот, чаще лошадей и коров, предназначенное для отдыха и дополнительной подкормки. Загон позволяет производить выпас скота без присутствия пастуха и собак.
Баз — загон, ограждение которого построено из лёгких подручных материалов, может быть открытым, закрытым (с навесом).
Система пастбищных загонов позволяет неистощительно использовать ресурс пастбища, так как это позволяет перераспределить нагрузку равномерно, не допуская вытаптывания и выедания ресурса. Особенно это актуально при выпасе овец, так как из-за специфики питания данных животных (они скусывают траву «под корень») могут происходить серьёзные биодеградационные процессы целых экосистем, приводя к исчезновению некоторых видов.